# 泰奥多尔·迪布瓦
弗朗索瓦-克莱芒·泰奥多尔·迪布瓦（法語：François-Clément Théodore Dubois，發音：[klemɑ̃ fʁɑ̃swa teɔdɔʁ dybwa]；1837年8月24日—1924年6月11日），法国作曲家，音乐教育家。生于马恩省的一个小镇，后进入巴黎音乐学院，1861年获罗马大奖，后在圣克罗蒂德圣殿任合唱指挥并在巴黎音乐学院任教。1896-1905年担任校长，后因取消拉威尔参加罗马大奖评比资格引起争议而辞职。杜布瓦的一些宗教音乐和歌剧在当时曾经一度流行，现在已不再演奏，主要作为音乐教育家而出名。

## 外部連結
- 泰奥多尔·迪布瓦的免费乐谱，由国际乐谱典藏计划提供
- 公有領域聲樂檔案館上泰奥多尔·迪布瓦的作品